# Deadpool (film)
Cet article concerne le film. Pour le comic, voir Deadpool.
Série Deadpool
Deadpool 2
(2018)
Série X-Men
X-Men: Days of Future Past
(2014) X-Men: Apocalypse
(2016)
Pour plus de détails, voir Fiche technique et Distribution.
Deadpool est un film de super-héros américain réalisé par Tim Miller, sorti en 2016.
Il met en scène le personnage du même nom tiré des comics, interprété par Ryan Reynolds, qui l'avait déjà incarné en 2009, dans le film X-Men Origins: Wolverine. Il s'agit également du huitième film de la série de films X-Men.
L'histoire du film revient sur sa vie de mercenaire rencontrant l'amour, avant d'accepter un traitement expérimental contre le cancer qui pourrait le sauver, qui a en fait pour but de le transformer en esclave. Voyant le traitement le rendre presque immortel grâce à un pouvoir de guérison accéléré mais qui le défigure, il s'évade et se met à la recherche de celui qui l'a métamorphosé.
D'abord présenté en avant-première à Paris, le film sort en février 2016 et rencontre un énorme succès commercial avec plus de 783 millions de dollars de recettes mondiales, battant de nombreux records au box-office, notamment en devenant le neuvième plus grand succès cinématographique de 2016, en dépit de son interdiction aux moins de 17 ans aux États-Unis. Deadpool reçoit par ailleurs des critiques plutôt positives, qui saluent l'humour, les séquences d'action et la performance de Reynolds.

## Synopsis
Le convoi d'Ajax est attaqué par Deadpool. Il commence par éliminer les gardes à l'intérieur d'une voiture, avant de s'en prendre au reste du convoi. Après une longue escarmouche, où il est contraint de n'utiliser que les douze balles qu'il a sur lui, Deadpool capture Ajax (dont le véritable nom est Francis, ce que Deadpool ne cesse de lui rappeler). Après l'intervention du X-Man Colossus et de sa stagiaire, Negasonic, pour empêcher Deadpool de causer plus de panique et le rallier à la cause du Professeur X, Ajax parvient à s'échapper en retirant le sabre de son épaule. Il apprend par la même occasion la véritable identité de Deadpool : Wade Wilson.
En flashbacks, après avoir quitté l’agence des forces spéciales canadiennes, Wilson travaille comme mercenaire et entame une liaison romantique et sexuelle avec sa compagne Vanessa Carlysle, une ancienne prostituée avec laquelle il vit pendant un an avant de lui demander sa main. C'est à la fin de cette année que le couple apprendra le cancer en phase terminale de Wade. Il choisit de suivre un inconnu qui lui propose un traitement qui fera de lui un super-héros. Il se porte volontaire au programme pour Vanessa.
Une fois dans le miteux laboratoire secret en sous-sol, les scientifiques dirigés par Ajax et Angel Dust lui injectent un sérum conçu pour réveiller des gènes mutants latents dans son corps puis le torturent pour réveiller ces gènes. Alors qu'Ajax lui fait subir une énième séance de torture en le plaçant dans une machine qui, en filtrant l'oxygène, l'empêche de respirer correctement et le fait suffoquer, son gène mutant se réveille et le guérit de son cancer. Mais la machine cause également de terribles dommages à son corps et le défigure. Par la même occasion, Ajax révèle que Wade ne sera jamais un héros : il compte lui mettre un collier de contrôle et faire de lui un esclave.
Rendu presque indestructible grâce à sa capacité de guérison et de régénération, Wade s'évade du laboratoire en le faisant exploser. Il cherche à retrouver Vanessa mais il craint que, s'il se montre, elle ne le repousse par peur de sa nouvelle apparence ; il préfère donc continuer à passer pour mort. Il rejoint ensuite le bar des mercenaires pour retrouver son meilleur ami barman, la Fouine. Wade projette de traquer Ajax car il prétendait avoir un remède contre sa défiguration. Il décide de devenir un justicier masqué pour le traquer et choisit un surnom, Deadpool avant de commencer à se constituer un costume sur les conseils de la Fouine. Il emménage dans la maison d'une femme aveugle âgée accro à la cocaïne nommée Blind Al, puis il commence une lutte contre l'organisation d'Ajax afin de le retrouver. Il interroge et assassine de nombreux associés d'Ajax jusqu'à ce que l'un d’entre eux lui révèle où il se trouve.
L'histoire reprend alors son cours, où Deadpool retourne chez Al pour attendre que sa main repousse (en effet, il se l’est tranchée pour échapper à Colossus) avant de traquer à nouveau Ajax pendant que celui-ci se soigne de son côté avec Angel Dust. Ajax décide d’aller au bar de la Fouine où il apprend l’existence de Vanessa. Il kidnappe la petite amie de Deadpool, qui se retrouve ligotée et bâillonnée, et l'emmène dans les ruines d'un héliporteur du SHIELD afin d’attirer Deadpool, pour le tuer. Wade l’apprend de la Fouine puis il demande l’aide de Colossus et de Negasonic pour sauver Vanessa en promettant d’accepter leurs offres.
Une fois arrivés, ils affrontent Angel Dust et un groupe d'hommes d'Ajax, tandis que Deadpool se fraye un chemin vers Ajax. Pendant la bataille, Negasonic détruit accidentellement les supports qui maintiennent l’héliporteur stable. Deadpool protège Vanessa alors que le vaisseau s'effondre tout autour d'eux, tandis que Colossus sauve Negasonic et Angel Dust de la collision. Ajax attaque à nouveau Deadpool pour finalement se retrouver à sa merci mais il lui révèle que le remède n'a jamais existé depuis le début, et malgré les vertus héroïques de Colossus, Deadpool tue Ajax, bien qu'il promette à Colossus qu'il essaiera d'être plus héroïque à l'avenir. Vanessa réprimande alors avec colère Wilson de l'avoir quittée, mais elle se réconcilie avec lui après avoir vu son visage défiguré et appris la vraie raison pour laquelle il n'est jamais revenu vers elle.
Dans une scène post-crédits, Deadpool imite la scène post-crédits de La Folle Journée de Ferris Bueller, déclarant qu'il ne leur reste que suffisamment d'argent pour annoncer que Cable apparaîtra dans la suite.

## Fiche technique
Sauf indication contraire, les informations mentionnées dans cette section peuvent être confirmées par la base de données cinématographiques IMDb,  présente dans la section « Liens externes ».
- Titre original, français et québécois : Deadpool
- Réalisation : Tim Miller
- Scénario : Rhett Reese et Paul Wernick, d'après les comics de Rob Liefeld et Fabian Nicieza
- Musique : Junkie XL
- Direction artistique : Greg Berry et Nigel Evans
- Décors : Sean Haworth
- Costumes : Angus Strathie
- Photographie : Ken Seng
- Son : Brian Bair, Will Files, Tom Lalley, Paul Massey
- Montage : Julian Clarke
- Production : Lauren Shuler Donner, Ryan Reynolds et Simon Kinberg
  - Production déléguée : Stan Lee, John J. Kelly, Jonathon Komack Martin, Rhett Reese, Aditya Sood et Paul Wernick
  - Production associée : Thane Watkins
- Sociétés de production[1] : The Donners' Company et Kinberg Genre, présenté par Twentieth Century Fox, en association avec Marvel Entertainment et TSG Entertainment
- Sociétés de distribution : Twentieth Century Fox
- Budget : 58 millions de dollars[2],[3]
- Pays de production :  États-Unis
- Langue originale : anglais
- Format[4] : couleur - D-Cinema - 2,39:1 (Cinémascope) - son Dolby Digital | Dolby Atmos | Dolby Surround 7.1 | DTS (DTS: X) | SDDS | Datasat | IMAX 6-Track
- Genre : action, aventures, comédie, fantastique, science-fiction, super-héros
- Durée : 108 minutes
- Dates de sortie[5] :
  - France, Belgique, Suisse romande : 10 février 2016[6],[7]
  - États-Unis, Québec : 12 février 2016[8]
- Classification[9] :
  - États-Unis : interdit aux moins de 17 ans (R – Restricted)[Note 2]
  - France : interdit aux moins de 12 ans[10],[11],[Note 3]
  - Belgique : potentiellement préjudiciable jusqu'à 12 ans (Mogelijk schadelijk voor kinderen onder de 12 jaar)[6]
  - Suisse romande : interdit aux moins de 16 ans[12]
  - Québec : 13 ans et plus (violence - langage vulgaire) (13+ / 13 years and over)[8]

## Distribution
Sauf indication contraire, les informations mentionnées dans cette section peuvent être confirmées par la base de données cinématographiques IMDb,  présente dans la section « Liens externes ».
- Ryan Reynolds (VF : Pierre Tessier ; VQ : François Godin) : Wade Wilson / Deadpool
- Morena Baccarin (VF : Juliette Degenne ; VQ : Pascale Montreuil) : Vanessa Carlysle
- Ed Skrein (VF : Emmanuel Karsen ; VQ : Christian Perreault) : Francis Freeman / Ajax
- T. J. Miller (VF : Daniel Lafourcade ; VQ : Alexis Lefebvre) : la Fouine (Weasel (en) en VO)
- Gina Carano (VF : Julie Dumas ; VQ : Catherine Hamann) : Angel Dust
- Andre Tricoteux (en) (capture de mouvement), Greg LaSalle (trait facial) et Stefan Kapičić[13] (voix) (VF : Régis Ivanov ; VQ : Pierre-Étienne Rouillard) : Piotr Rasputin / Colossus
- Brianna Hildebrand (VF : Marie Tirmont ; VQ : Kim Jalabert) : Ellie Phimister / Negasonic Teenage Warhead
- Leslie Uggams (VF : Maïk Darah ; VQ : Johanne Garneau) : Blind Al (en)
- Jed Rees (en) (VF : Philippe Valmont ; VQ : Louis-Philippe Dandenault) : « agent Smith » (Jared)
- Karan Soni[14] (VF : Sonny Thongsamouth ; VQ : Nicolas Bacon) : Dopinder (en), le chauffeur de taxi
- Michael Benayer (VF : Jean-Alain Velardo ; VQ : Patrick Chouinard) : Warlord
- Style Dayne (VF : Alexis Tomassian ; VQ : Gabriel Lessard) : Jeremy, le livreur de pizza
- Kyle Cassie (VF : Régis Lang ; VQ : Frédérik Zacharek) : Gavin Merchant
- Randall Reeder (VF : Sylvain Lemarié) : Buck
- Donna Yamamoto (VF : Yumi Fujimori ; VQ : Michèle Lituac) : l'oncologiste
- Stan Lee[15] (VF : Achille Orsoni ; VQ : Vincent Davy) : le vieil homme DJ au club de strip-tease (caméo)
- Rob Liefeld[16] : le patron de Weasel (caméo)

 Source et légende : version française (VF) sur RS Doublage et selon le carton du doublage français cinématographique
 Source et légende : version québécoise (VQ) sur Doublage.qc.ca

Photos des acteurs principaux
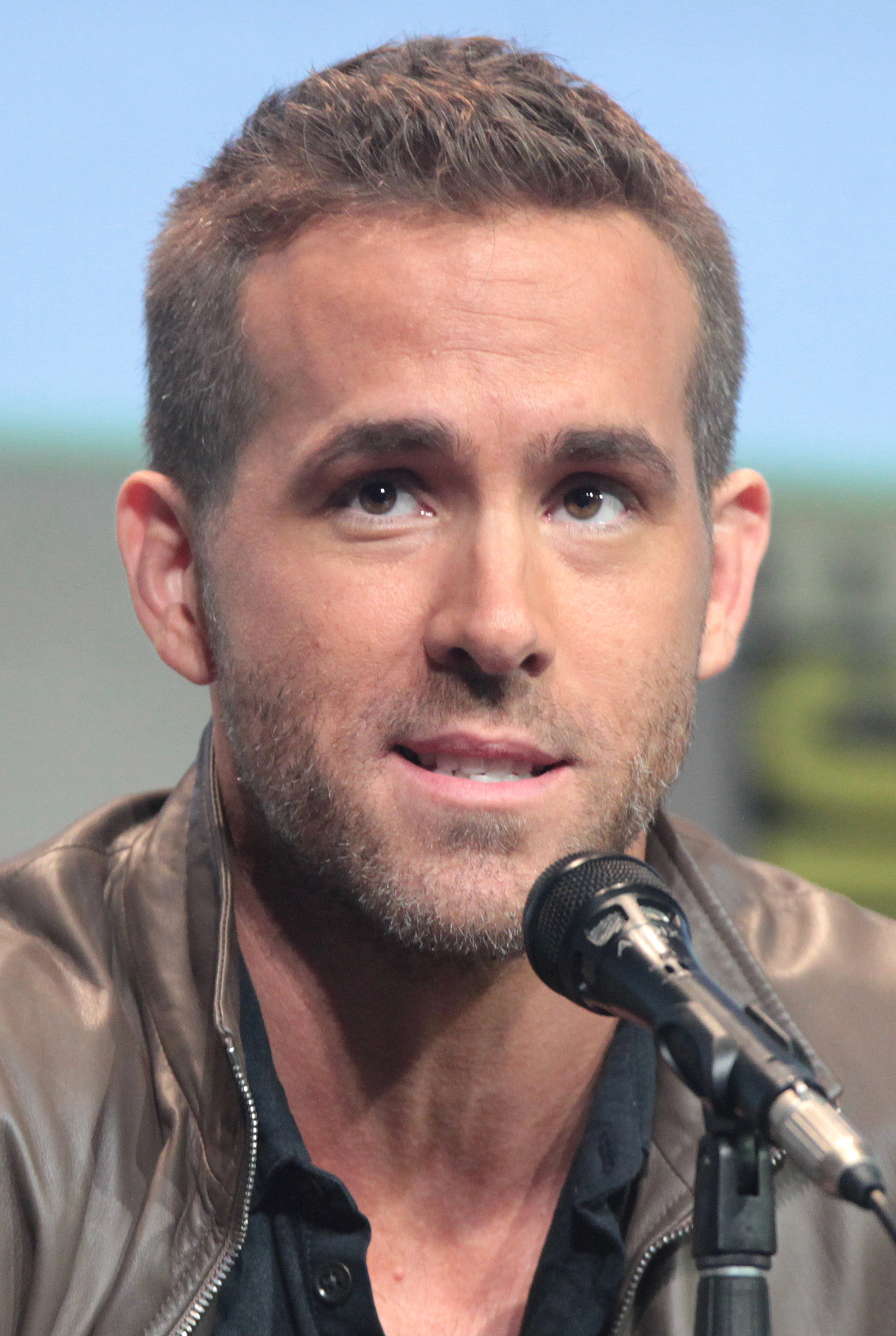
Ryan Reynolds dans le rôle de Wade Wilson / Deadpool
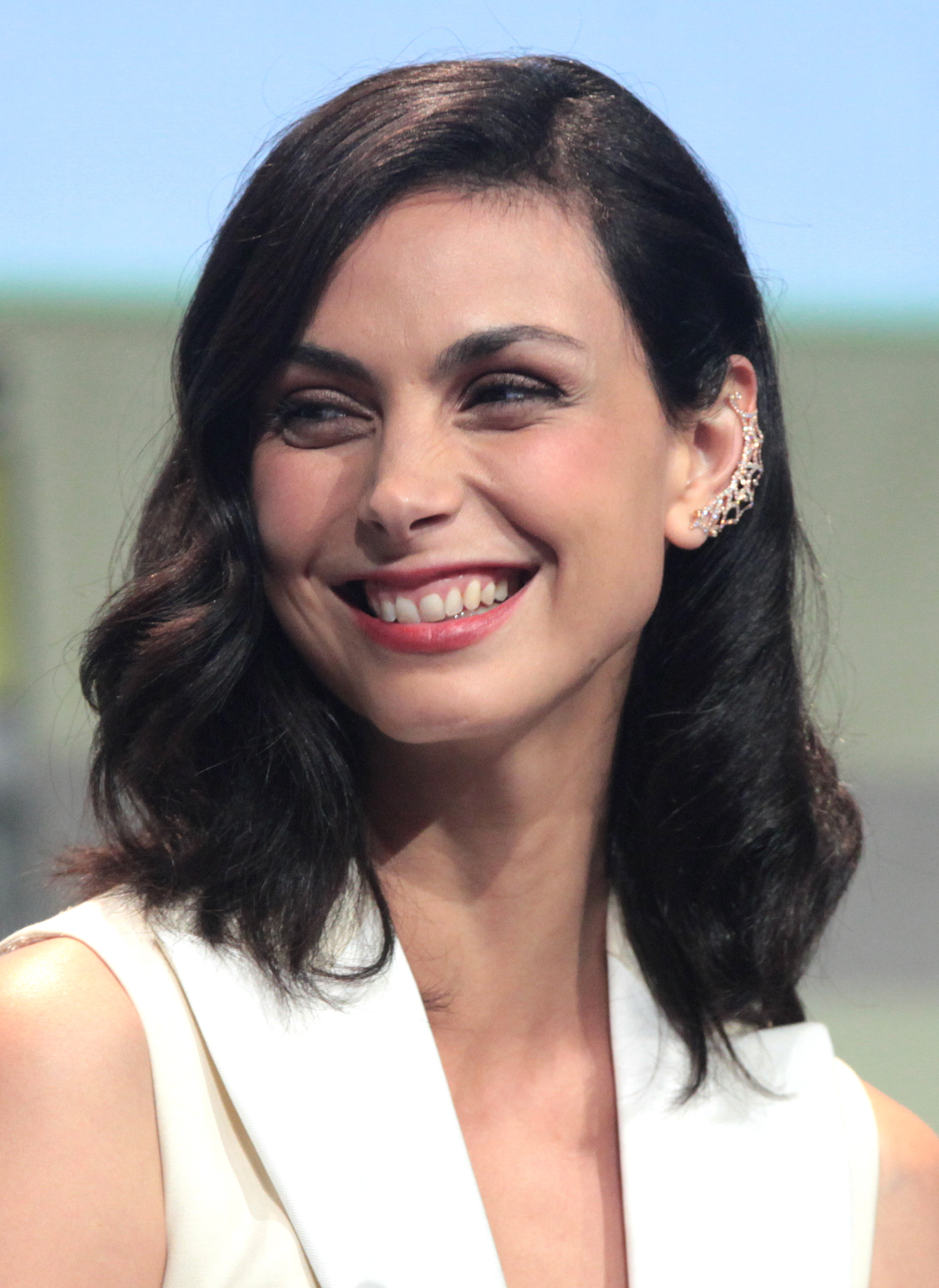
Morena Baccarin dans le rôle de Vanessa Carlysle
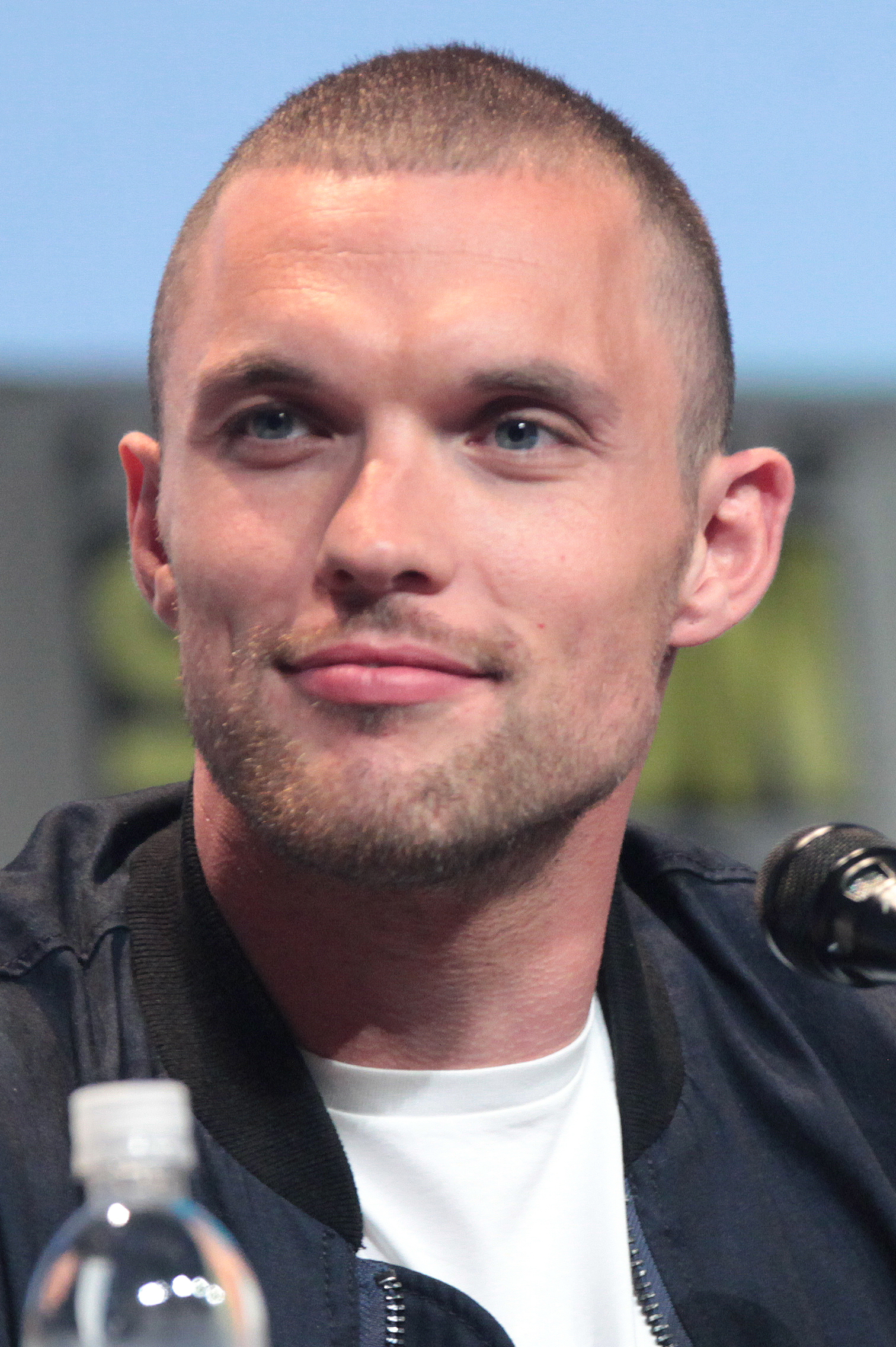
Ed Skrein dans le rôle d'Ajax
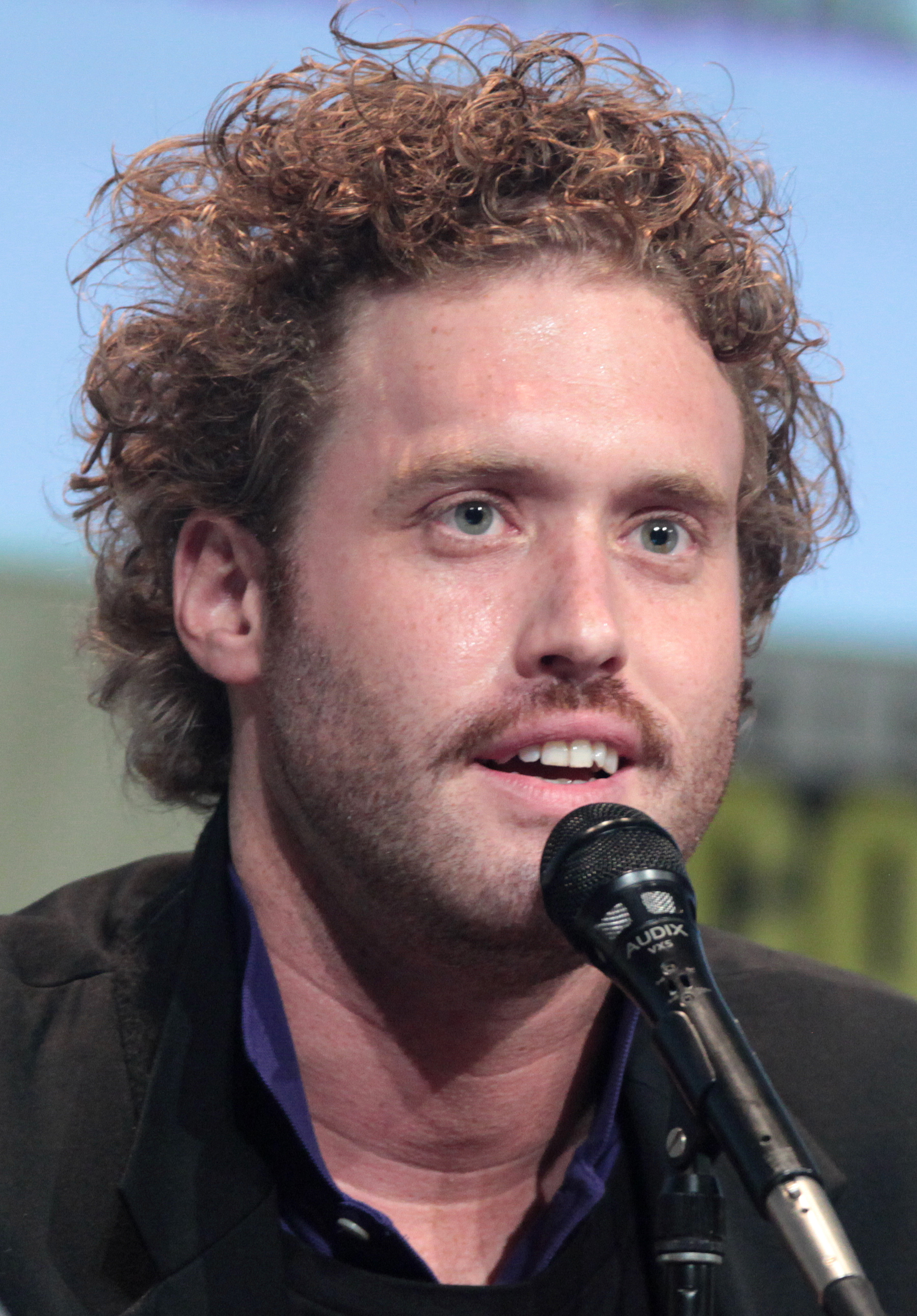
T. J. Miller dans le rôle de Weasel
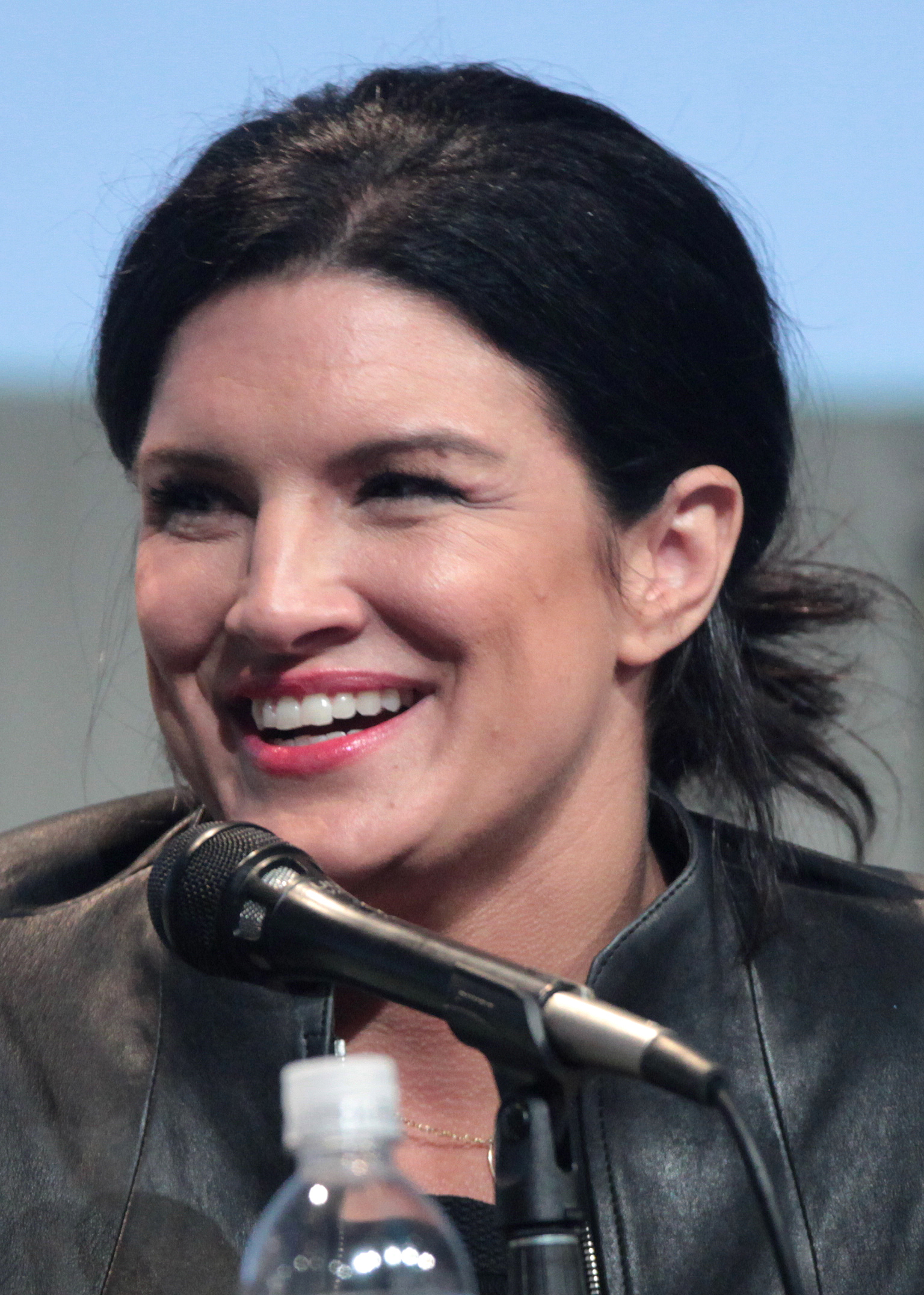
Gina Carano dans le rôle d'Angel Dust
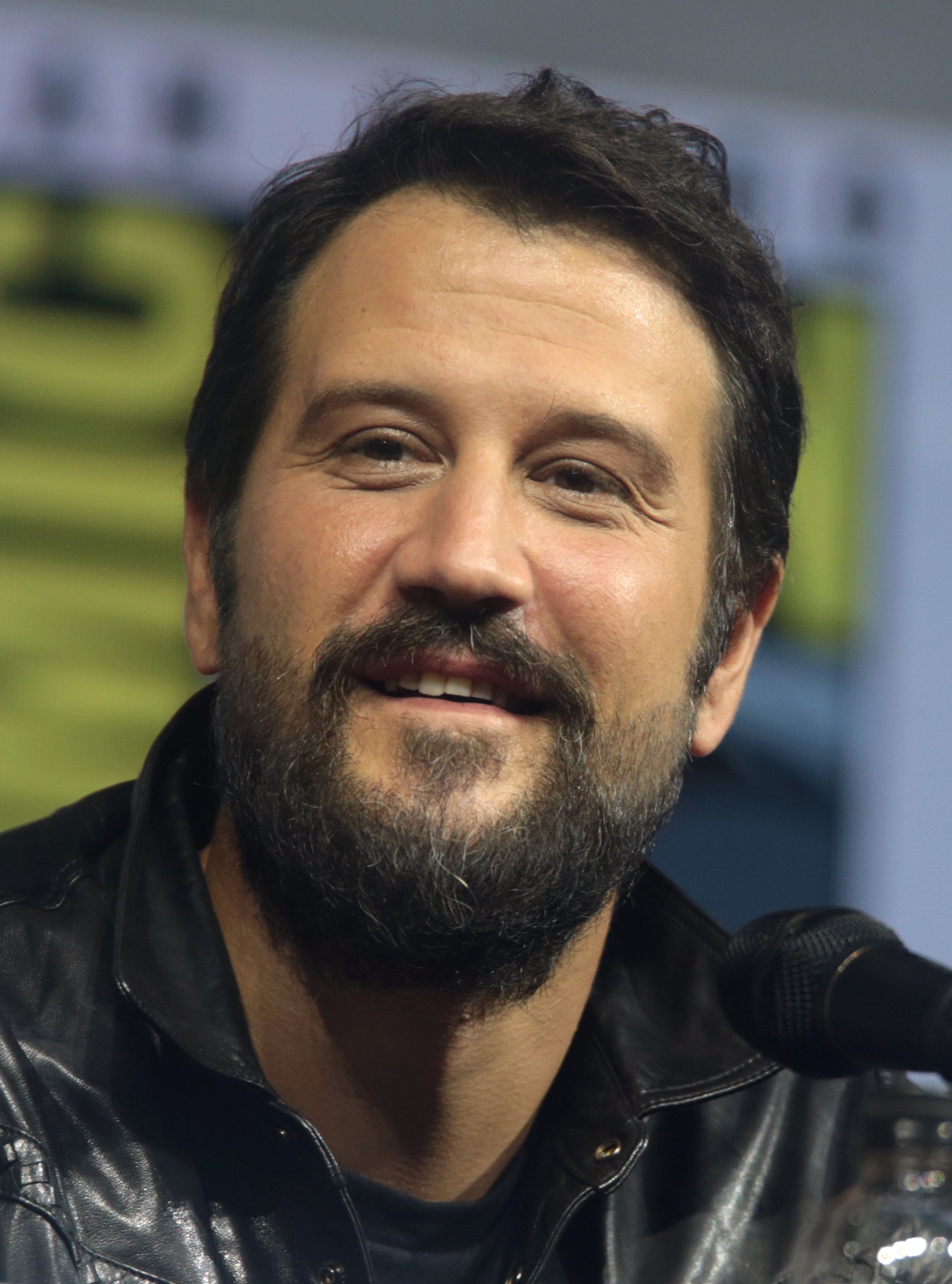
Stefan Kapičić dans le rôle de Colossus
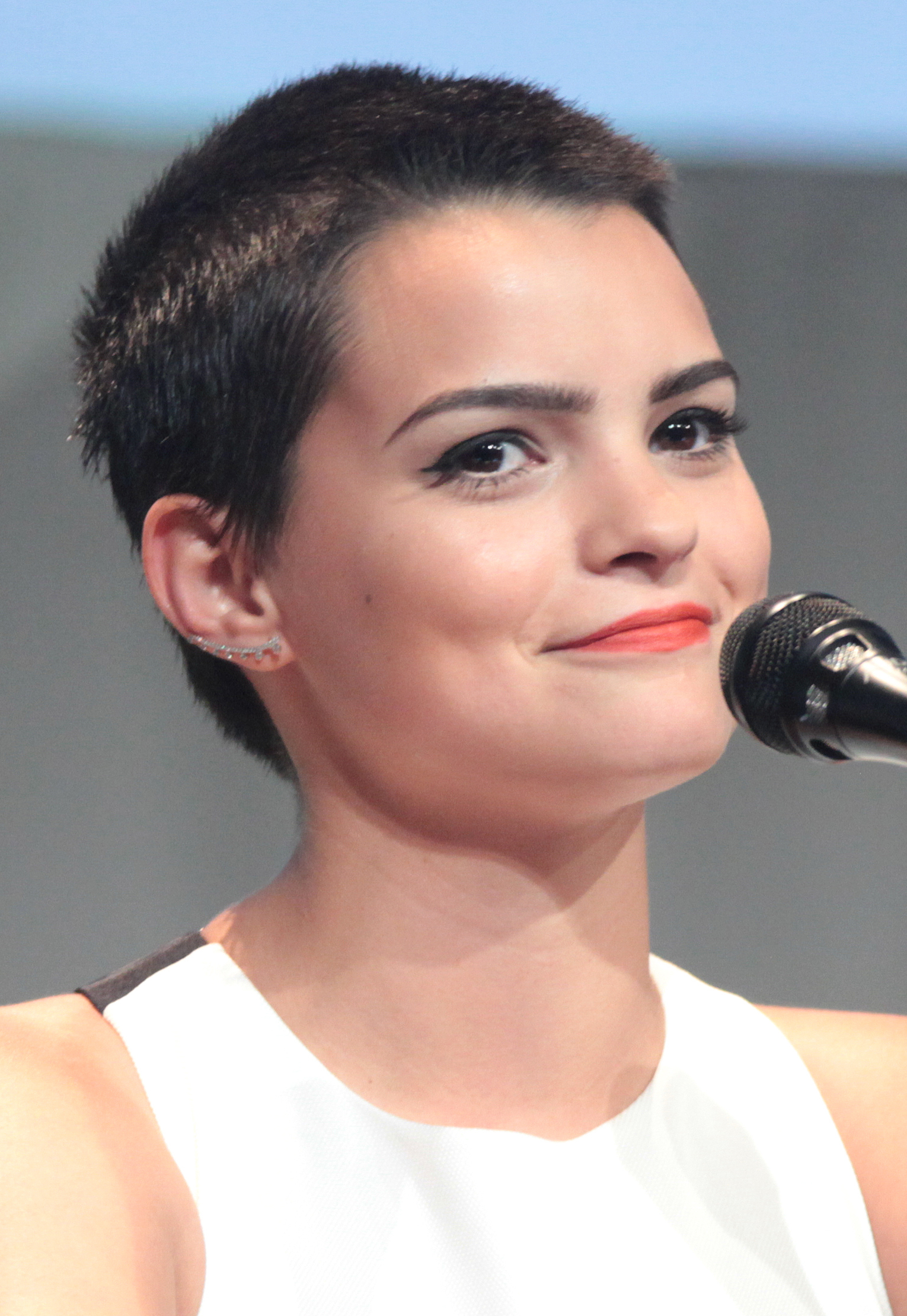
Brianna Hildebrand dans le rôle de Negasonic Teenage Warhead
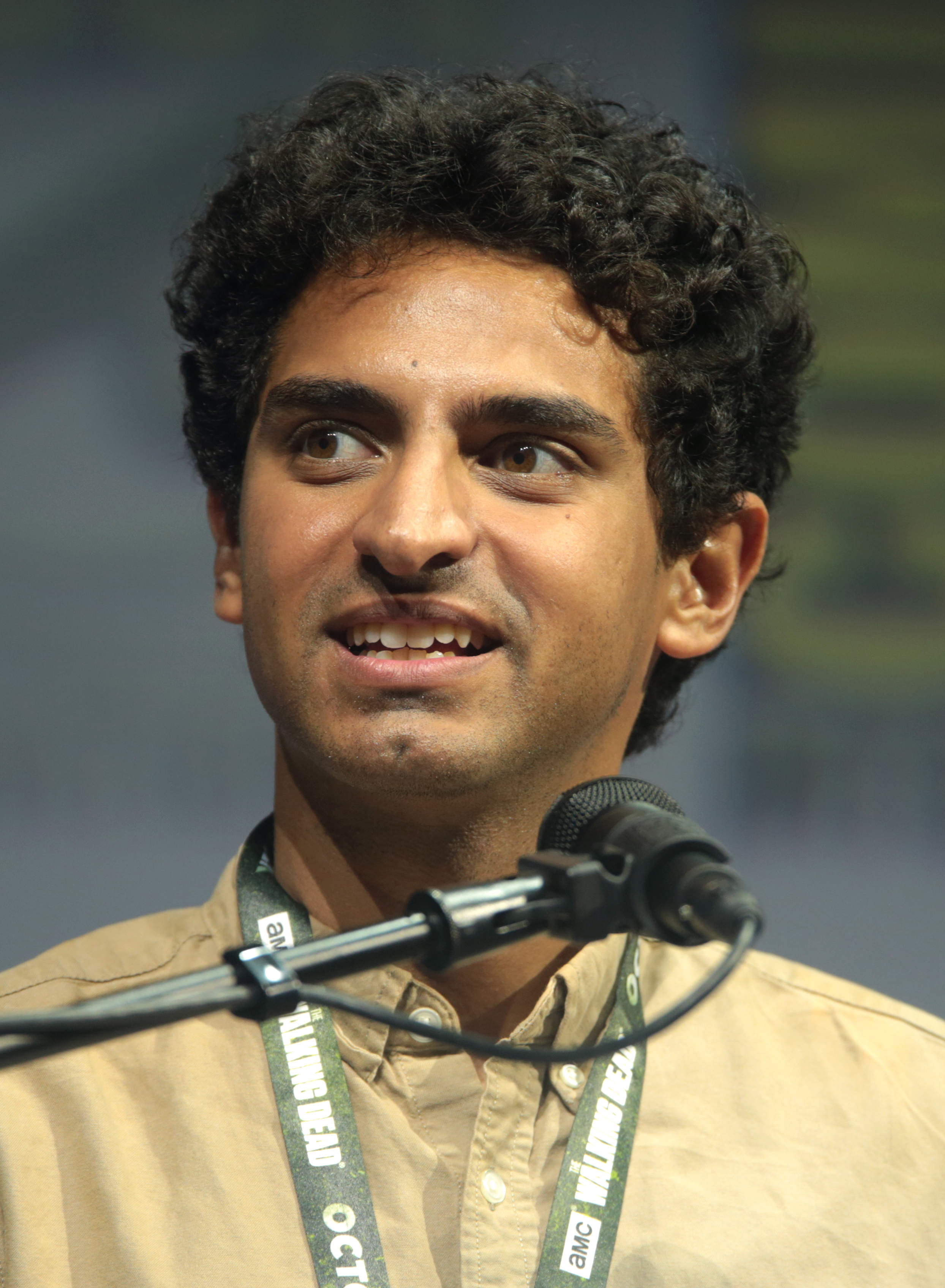
Karan Soni dans le rôle de Dopinder

## Production

### Genèse et développement

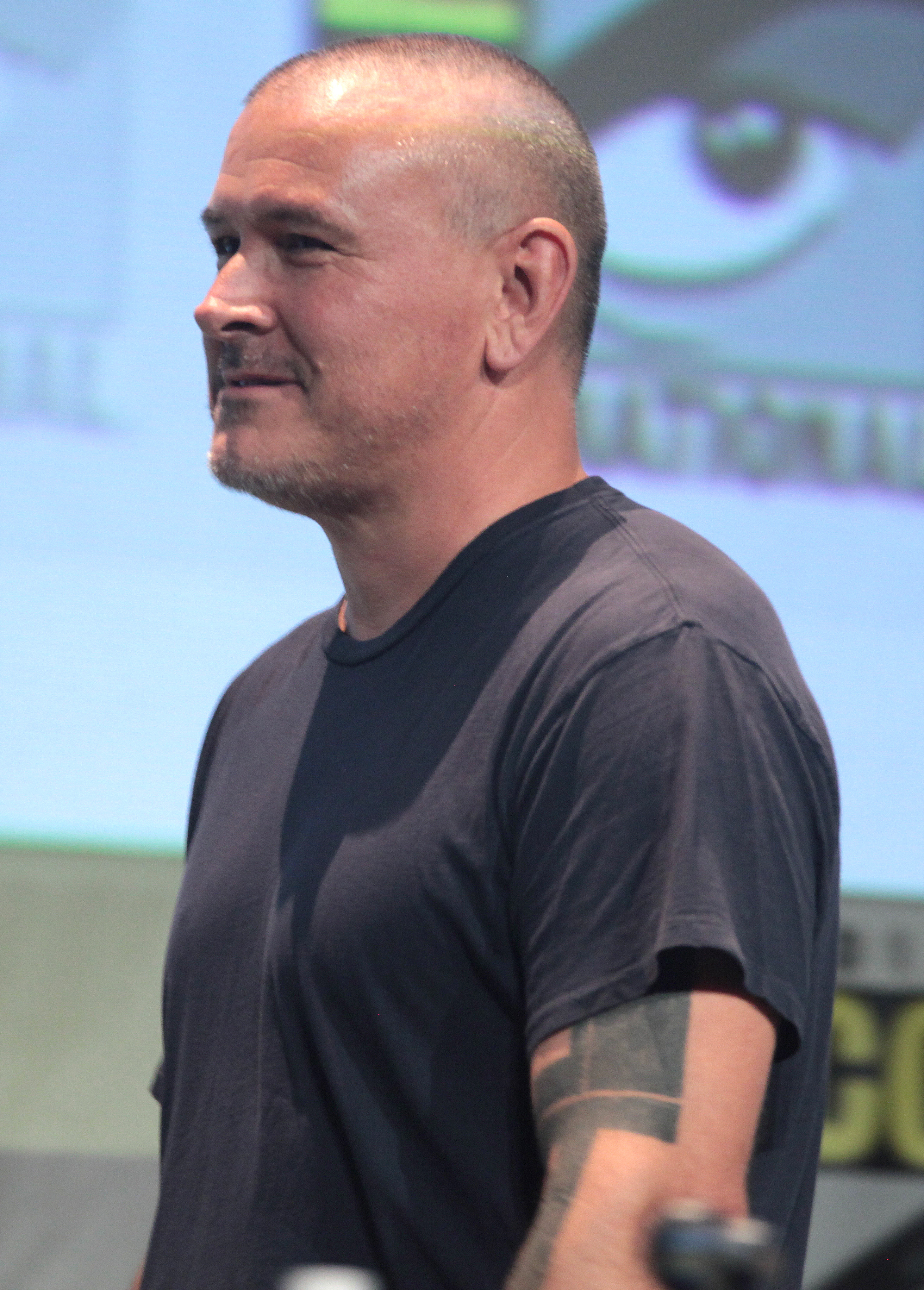
Le réalisateur Tim Miller, au Comic-Con de San Diego, en juillet 2015.

En mai 2000, Marvel Studios annonce un film sur Deadpool en partenariat avec Artisan Entertainment. Ce projet doit être le premier que Marvel produit, sans aucun studio « major ».
Cependant, en 2004, Marvel développe cette fois le film avec New Line Cinema. David S. Goyer est sur les rangs pour écrire et réaliser le film et souhaite Ryan Reynolds pour le rôle-titre,, mais il se concentre finalement sur d'autres projets.
Un an plus tard, 20th Century Fox acquiert Deadpool après le désistement de New Line. La Fox développe d'abord un autre spin-off, X-Men Origins: Wolverine, dans lequel Ryan Reynolds incarne Deadpool. Le film est décrié par la critique, les fans et ultérieurement par Reynolds, l'un des reproches étant le personnage de Deadpool, quasiment bouche cousue, réduit à un simple faire-valoir, très éloigné des comics,. Après la sortie du film en mai 2009, la Fox annonce la mise en chantier du film Deadpool,,. En septembre 2009, la productrice Lauren Shuler Donner annonce que le film sera un reboot du personnage et se rapprochera plus des comics.
En janvier 2010, Rhett Reese et Paul Wernick sont engagés pour écrire un script, script ensuite présenté à Robert Rodriguez en juin suivant, mais qui ne l'accepte pas. En août 2010, le projet Deadpool semble compromis à la suite de l'engagement de Ryan Reynolds chez la Warner après qu'il a été choisi pour jouer Hal Jordan alias Green Lantern dans le film homonyme prévu pour 2011. En octobre 2010, Adam Berg est considéré pour le poste de réalisateur,.
En mars 2011, bien que le projet soit incessamment repoussé à une date inconnue, Ryan Reynolds annonce que le film est toujours en développement et qu'il voudrait qu'il se fasse. En avril, le méconnu Tim Miller, qui n'a alors aucun long métrage à son actif, est officialisé comme réalisateur.
En octobre 2012, plus d'un an après son arrivée sur le projet, le réalisateur Tim Miller annonce que le scénario est bouclé et qu'il attend le feu vert de la production pour pouvoir tourner le film. Cependant par la suite, le film reste longtemps en gestation laissant place aux films X-Men : Le Commencement en 2011, Wolverine : Le Combat de l'immortel en 2013 puis X-Men: Days of Future Past en 2014.
En septembre 2014, la Century Fox confirme la remise sur les rails du film, spin-off de X-Men Origins: Wolverine, cinq ans après la sortie de ce dernier. En octobre, le producteur Simon Kinberg annonce que les producteurs de la Century Fox réfléchissent à un plan général pour l'univers X-Men, confirmant ainsi que le film Deadpool appartiendra à cet univers partagé.

### Attribution des rôles

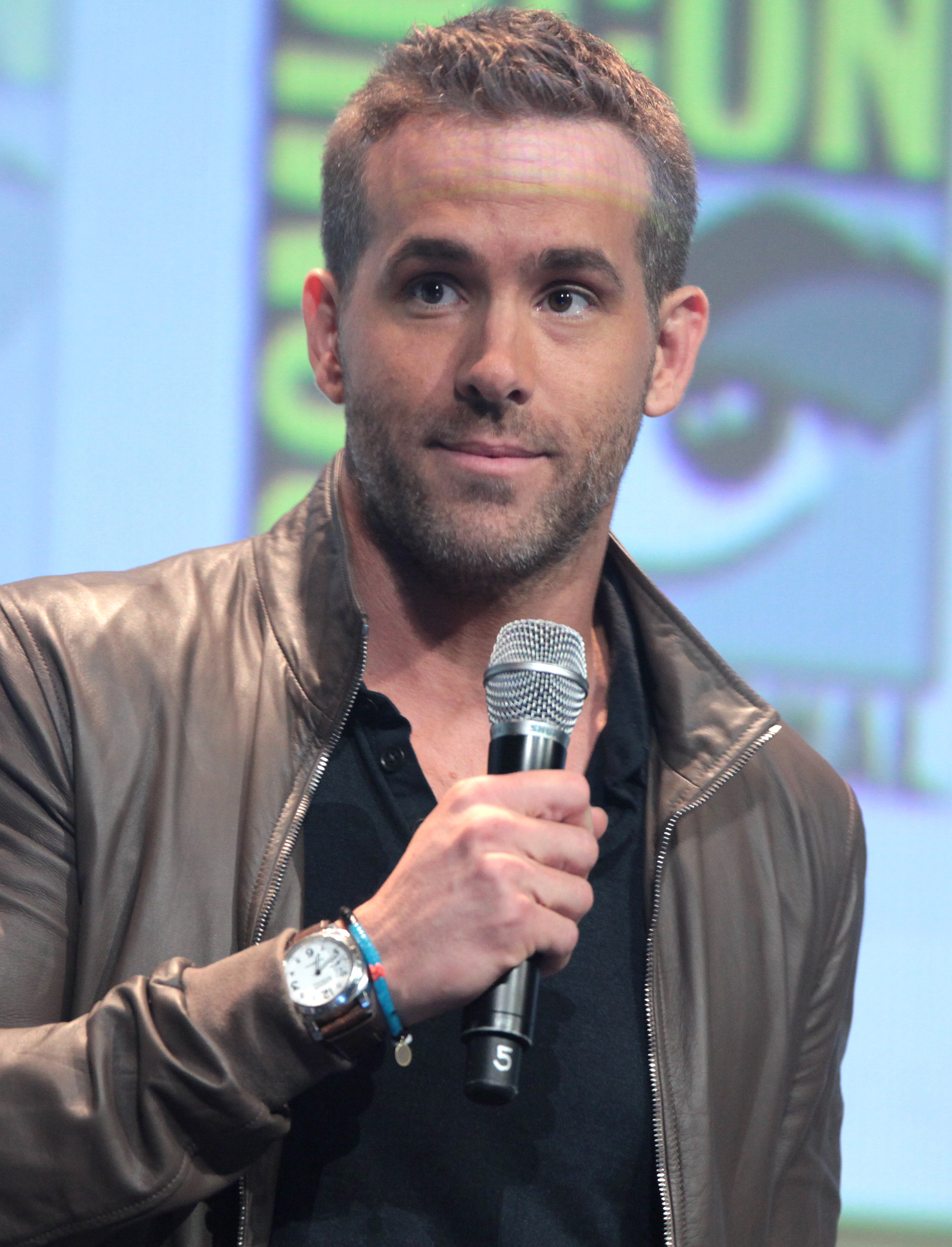
La star du film, Ryan Reynolds, également au Comic-Con 2015.

Dès la sortie du film X-Men Origins: Wolverine, Ryan Reynolds est pressenti pour reprendre son rôle de Deadpool dont son interprétation semble avoir satisfait non seulement les producteurs mais surtout le public. En juin 2009, l'acteur parle de son rôle qui aura « un visage salement amoché » et de son implication dans le développement du film qui devrait retranscrire l'esprit des comics et annonce également que le film sera authentique. En avril 2011, alors que le nom du réalisateur est enfin connu, Lauren Shuler Donner confirme et rappelle que le personnage sera défiguré et qu'il se moquera sûrement du film X-Men Origins: Wolverine, expliquant ainsi que le scénario est violent et insolent. En mars 2015, Ryan Reynolds dévoile une photo où il revêt le costume de Deadpool, fidèle aux comics.
En février 2015, six actrices sont en lice pour le rôle principal féminin : Morena Baccarin (Gotham, Homeland, Firefly, V, Stargate: SG1), Jessica De Gouw (Arrow, Dracula), Sarah Greene (Vikings), Crystal Reed (Teen Wolf), Rebecca Rittenhouse (Red Band Society) et Taylor Schilling (Orange is the New Black). C'est finalement Morena Baccarin qui décroche le rôle principal féminin.
Le même mois, Gina Carano décroche le rôle de Christine alias Angel Dust, une mutante capable d'augmenter son taux d’adrénaline et acquérir ainsi, sur une courte période, une force surhumaine. Est annoncé également la présence du mutant Colossus (joué par Daniel Cudmore dans les trois premiers films X-Men et dans X-Men: Days of Future Past). Par ailleurs, l'acteur a annoncé qu'il ne reprendrait pas son rôle.
En mars 2015, les rôles de Morena Baccarin et T. J. Miller sont dévoilés : la première jouera la mutante Copycat et le second jouera Weasel, le bras-droit de Deadpool.
En avril 2015, la jeune actrice Brianna Hildebrand rejoint le casting. Le même mois, Andre Tricoteux (en) est photographié lors du tournage interprétant le rôle de Peter Rasputin / Colossus, délaissé par Daniel Cudmore. En mai 2015, l'acteur est officiellement confirmé au casting pour interpréter le rôle en capture de mouvement. En décembre 2015, l'acteur serbe Stefan Kapičić est annoncé pour être la voix originale de Colossus.
En juillet 2015, Stan Lee est annoncé pour apparaître en caméo lors de la scène dans un club de striptease. Le même mois Rob Liefeld, cocréateur du personnage Deadpool, est aussi annoncé le temps d'un caméo.
En octobre 2015, Karan Soni a obtenu le rôle de Dopinder, le chauffeur de taxi et lors du tournage avec Ryan Reynolds, ils ont interprété une scène improvisée.

### Tournage

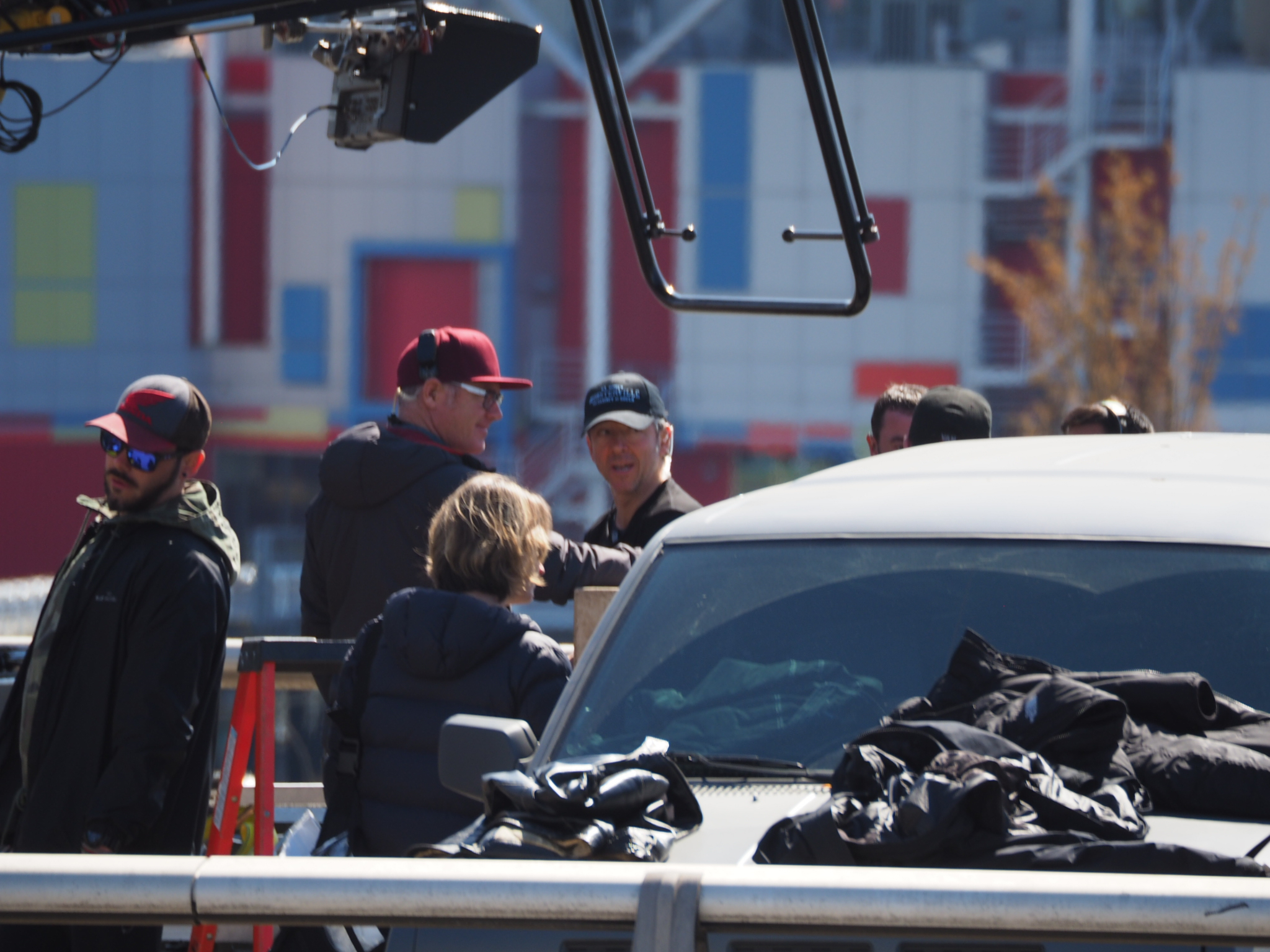
Tournage de Deadpool à Vancouver en avril 2015.

Le tournage du film s'est déroulé du 23 mars, au 29 mai 2015 à Vancouver.

## Bande originale
La musique du film est composée par Tom Holkenborg. L'album contient également des chansons non originales présentes dans le film.
Toutes les chansons sont écrites et composées par Tom Holkenborg, sauf exceptions notées.
| 1.  | Angel of the Morning         | Chip Taylor                     | Juice Newton   | 4:12 |
| 2.  | Maximum Effort               |                                 |                | 2:08 |
| 3.  | Small Disruption             |                                 |                | 1:12 |
| 4.  | Shoop                        | Sandra Denton, Cheryl James     | Salt-N-Pepa    | 4:08 |
| 5.  | Twelve Bullets               |                                 |                | 2:50 |
| 6.  | Man in a Red Suit            |                                 |                | 2:20 |
| 7.  | Liam Neeson Nightmares       |                                 |                | 1:56 |
| 8.  | Calendar Girl                | Neil Sedaka, Howard Greenfield  | Neil Sedaka    | 2:37 |
| 9.  | The Punch Bowl               |                                 |                | 5:55 |
| 10. | Back to Life                 |                                 |                | 2:12 |
| 11. | Every Time I See Her         |                                 |                | 0:54 |
| 12. | Deadpool Rap                 |                                 | TeamHeadKick   | 3:25 |
| 13. | Easy Angel                   |                                 |                | 2:31 |
| 14. | Scrap Yard                   |                                 |                | 1:02 |
| 15. | This Place Looks Sanitary    |                                 |                | 6:50 |
| 16. | Watership Down               |                                 |                | 4:10 |
| 17. | X Gon' Give It to Ya         | Earl Simmons                    | DMX            | 3:37 |
| 18. | Going Commando               |                                 |                | 3:46 |
| 19. | Let's Try to Kill Each Other |                                 |                | 1:00 |
| 20. | Stupider When You Say It     |                                 |                | 2:24 |
| 21. | Four or Five Moments         |                                 |                | 0:54 |
| 22. | A Face I Would Sit On        |                                 |                | 3:07 |
| 23. | Careless Whisper             | George Michael, Andrew Ridgeley | George Michael | 5:02 |

## Accueil

### Accueil critique
Sur le site français Allociné, Deadpool obtient une note moyenne de 3/5 à partir de l'interprétation de 22 critiques de presse. On peut notamment lire dans Le Monde « Deadpool ne révolutionnera pas le genre et il est même à craindre qu'en cas de suite il entre rapidement dans le rang. Mais, saignant et sexy à souhait, imbibé d'un réjouissant fiel contre les grosses ficelles du genre, ce film inaugural apporte tout de même une brise de liberté salutaire et vraiment poilante. ». TF1 News qui publie également : « Un peu partagée entre velléités d'irrévérence et respect des conventions, cette production n'en reste pas moins réjouissante dans son mauvais esprit et son mauvais goût. Ryan Reynolds, comme un poisson dans l'eau ». Télé 2 semaines ajoute aussi que « Drôle et déjanté, ce spectacle est bourré de scènes de castagne spectaculaires, de références cinématographiques avisées et d’allusions sexuelles franchement crues. Ryan Reynolds, également coproducteur du film, s’est glissé avec ferveur et délectation dans la combinaison moulante de cet « action man » ».
Parmi les critiques les plus négatives (3/5), Direct Matin reste mitigé : « Humour noir et décomplexé, action débridée font le reste dans ce divertissement de bonnes factures, mais qui se perd un peu dans son montage », tout comme Le Journal du dimanche : « Le film, pour jeunes adultes, allie gore, sexe et drogue. Il ne relâche pas le rythme, équilibrant références, humour corrosif et action frénétique ».
Aux États-Unis, le film obtient 85% d'opinions favorables sur l'agrégateur Rotten Tomatoes pour 338 critiques collectés et une moyenne de 6,9⁄10. Sur Metacritic, il obtient une note moyenne de 65⁄100 pour 49 critiques.

### Box-office
Le film sort en France avant les États-Unis. En Île-de-France, il réalise le meilleur démarrage devant Les Innocentes. Pour son premier week-end d'exploitation américaine, le film bat de nombreux records :
- meilleur démarrage de tous les temps pour un film de la 20th Century Fox devant Star Wars, épisode III : La Revanche des Sith (108,4 millions en mai 2005)
- meilleur démarrage de 2016 devant Kung Fu Panda 3 (41,3 millions de dollars)
- meilleur démarrage pour un mois de février devant Cinquante Nuances de Grey (85,2 millions en 2015)
- meilleur démarrage pour une adaptation de comics classée R - Restricted devant 300 (70,8 millions en mars 2007)
- meilleur démarrage pour un film classé R - Restricted devant Matrix Reloaded (91,8 millions en mai 2003)

Le film totalise finalement plus de 783 millions de $ de recettes mondiales, dont 363 millions de $ sur le territoire américain, pour un taux de rentabilité de 1 351 %.
| Pays ou région    | Box-office        | Date d'arrêt du box-office | Nombre de semaines |
| ----------------- | ----------------- | -------------------------- | ------------------ |
| États-Unis Canada | 363 070 709 $,    | 16 juin 2016               | 18                 |
| France            | 3 763 671 entrées | 27 avril 2016              | 11                 |
| Mondial           | 783 338 171 $     | 20 juillet 2020            | -                  |

## Distinctions
Entre 2016 et 2017, le film Deadpool a été sélectionné 106 fois dans diverses catégories et a remporté 29 récompenses,.

### Année 2016
| Cérémonie ou récompense                                                          | Catégorie / Récompense                                                                                    | Nommé(es) / Lauréat(es)                          | Résultat   |
| -------------------------------------------------------------------------------- | --- | ------------------------------------------------ | ---------- |
| Association des critiques de cinéma de Saint-Louis                               | Meilleur film d'action                                                                                    | Deadpool                                         | Nomination |
| Association des critiques de cinéma de Saint-Louis                               | Meilleur film de comédie                                                                                  | Deadpool                                         | Nomination |
| Association des critiques de cinéma de Saint-Louis                               | Mérite spécial (pour la meilleure scène, technique cinématographique ou autre aspect ou moment mémorable) | Crédits d'ouverture                              | Nomination |
| Association des journalistes cinématographiques de l'Indiana                     | Meilleur film                                                                                             | Deadpool                                         | Nomination |
| Cercle des critiques de Phoenix (Phoenix Critics Circle)                         | Meilleur film de comédie                                                                                  | Deadpool                                         | Nomination |
| Communauté du circuit des récompenses (Awards Circuit Community Awards (ACCA))   | ACCA du meilleur maquillage et coiffure                                                                   | Bill Corso                                       | Lauréat    |
| Communauté du circuit des récompenses (Awards Circuit Community Awards (ACCA))   | Mentions honorables (Les dix prochains candidats aux meilleurs films)                                     | Mentions honorables                              | Lauréat    |
| Communauté du circuit des récompenses (Awards Circuit Community Awards (ACCA))   | Meilleur scénario adapté                                                                                  | Rhett Reese et Paul Wernick                      | Nomination |
| Communauté du circuit des récompenses (Awards Circuit Community Awards (ACCA))   | Meilleur ensemble de cascades                                                                             | Deadpool                                         | Nomination |
| Critics' Choice Movie Awards                                                     | Critics Choice Award de la meilleure comédie                                                              | Deadpool                                         | Lauréat    |
| Critics' Choice Movie Awards                                                     | Critics Choice Award du meilleur acteur dans une comédie                                                  | Ryan Reynolds                                    | Lauréat    |
| Critics' Choice Movie Awards                                                     | Meilleur film d'action                                                                                    | Deadpool                                         | Nomination |
| Critics' Choice Movie Awards                                                     | Meilleur acteur dans un film d'action                                                                     | Ryan Reynolds                                    | Nomination |
| Grand Prix international de doublage (Gran Premio Internazionale del Doppiaggio) | Meilleure adaptation                                                                                      | Fiamma Izzo d'Amico et Simona Izzo               | Nomination |
| MTV Movie Awards                                                                 | MTV Movie Award de la meilleure performance comique                                                       | Ryan Reynolds                                    | Lauréat    |
| MTV Movie Awards                                                                 | MTV Movie Award du meilleur combat                                                                        | Deadpool (Ryan Reynolds) contre Ajax (Ed Skrein) | Lauréat    |
| MTV Movie Awards                                                                 | Film de l'année                                                                                           | Deadpool                                         | Nomination |
| MTV Movie Awards                                                                 | Meilleure performance féminine                                                                            | Morena Baccarin                                  | Nomination |
| MTV Movie Awards                                                                 | Meilleure performance masculine                                                                           | Ryan Reynolds                                    | Nomination |
| MTV Movie Awards                                                                 | Meilleure scène d’action                                                                                  | Ryan Reynolds                                    | Nomination |
| MTV Movie Awards                                                                 | Meilleur méchant                                                                                          | Ed Skrein                                        | Nomination |
| MTV Movie Awards                                                                 | Meilleur baiser                                                                                           | Morena Baccarin et Ryan Reynolds                 | Nomination |
| Prix de la bande-annonce dorée                                                   | Golden Trailer de la meilleure musique                                                                    | 20th Century Fox et Wild Card                    | Lauréat    |
| Prix de la bande-annonce dorée                                                   | Golden Trailer de la meilleure bande-annonce de film d’action                                             | 20th Century Fox et mOcean                       | Lauréat    |
| Prix de la bande-annonce dorée                                                   | Golden Trailer de la meilleure musique                                                                    | 20th Century Fox et Wild Card                    | Lauréat    |
| Prix de la bande-annonce dorée                                                   | Le meilleur du spectacle                                                                                  | 20th Century Fox et Wild Card                    | Nomination |
| Prix de la bande-annonce dorée                                                   | Le meilleur du spectacle                                                                                  | 20th Century Fox et mOcean                       | Nomination |
| Prix de la bande-annonce dorée                                                   | Bande-annonce la plus originale                                                                           | 20th Century Fox et Wild Card                    | Nomination |
| Prix de la bande-annonce dorée                                                   | Meilleur spot télévisé comique                                                                            | 20th Century Fox et Aspect                       | Nomination |
| Prix de la bande-annonce dorée                                                   | Meilleure campagne marketing                                                                              | 20th Century Fox                                 | Nomination |
| Prix de la Fondation Imagen                                                      | Meilleure actrice dans un long métrage                                                                    | Morena Baccarin                                  | Nomination |
| Prix de la musique hollywoodienne (Hollywood Music In Media Awards (HMMA))       | Meilleur album de bande originale                                                                         | Deadpool                                         | Nomination |
| Prix de la musique hollywoodienne (Hollywood Music In Media Awards (HMMA))       | Meilleur supervision musicale pour un film                                                                | John Houlihan                                    | Nomination |
| Prix Dragon (Dragon Awards)                                                      | Meilleur film de science-fiction ou fantastique                                                           | Tim Miller, Rhett Reese et Paul Wernick          | Nomination |
| Prix du jeune public                                                             | Prix du jeune public du meilleur film d’action                                                            | Deadpool                                         | Lauréat    |
| Prix du jeune public                                                             | Prix du jeune public de la meilleure crise de colère                                                      | Ryan Reynolds                                    | Lauréat    |
| Prix du jeune public                                                             | Meilleur acteur de cinéma dans un film d’action                                                           | Ryan Reynolds                                    | Nomination |
| Prix du jeune public                                                             | Meilleure actrice de cinéma dans un film d’action                                                         | Morena Baccarin                                  | Nomination |
| Prix du jeune public                                                             | Meilleur méchant                                                                                          | Ed Skrein                                        | Nomination |
| Prix du jeune public                                                             | Meilleure révélation                                                                                      | Brianna Hildebrand                               | Nomination |
| Prix IGN du cinéma d'été (IGN Summer Movie Awards)                               | Prix IGN du public du meilleur film                                                                       | Deadpool                                         | Lauréat    |
| Prix IGN du cinéma d'été (IGN Summer Movie Awards)                               | Meilleur film d'action                                                                                    | Deadpool                                         | Nomination |
| Prix IGN du cinéma d'été (IGN Summer Movie Awards)                               | Meilleur film                                                                                             | Deadpool                                         | Nomination |
| Prix internationaux du cinéma en ligne (INOCA)                                   | Meilleur acteur                                                                                           | Ryan Reynolds                                    | Nomination |
| Prix internationaux du cinéma en ligne (INOCA)                                   | Meilleur scénario adapté                                                                                  | Rhett Reese et Paul Wernick                      | Nomination |
| Prix internationaux du cinéma en ligne (INOCA)                                   | Meilleur montage sonore                                                                                   | Wayne Lemmer et Jim Brookshire                   | Nomination |
| Prix internationaux du cinéma en ligne (INOCA)                                   | Meilleurs effets visuels                                                                                  | Deadpool                                         | Nomination |
| Prix internationaux du cinéma en ligne (INOCA)                                   | Meilleur maquillage et coiffure                                                                           | Deadpool                                         | Nomination |
| Prix Rondo Hatton horreur classique (Rondo Hatton Classic Horror Awards)         | Meilleur film                                                                                             | Deadpool                                         | Nomination |
| Prix Schmoes d'or                                                                | Schmoes d'or du film préféré de l'année                                                                   | Deadpool                                         | Lauréat    |
| Prix Schmoes d'or                                                                | Schmoes d'or de la meilleure comédie de l'année                                                           | Deadpool                                         | Lauréat    |
| Prix Schmoes d'or                                                                | Schmoes d'or de la plus grande surprise de l'année                                                        | Deadpool                                         | Lauréat    |
| Prix Schmoes d'or                                                                | Schmoes d'or du personnage le plus cool de l'année                                                        | Deadpool                                         | Lauréat    |
| Prix Schmoes d'or                                                                | Schmoes d'or du meilleur scénario de l'année                                                              | Rhett Reese et Paul Wernick                      | Lauréat    |
| Prix Schmoes d'or                                                                | Schmoes d'or du meilleur acteur de l'année                                                                | Ryan Reynolds                                    | Lauréat    |
| Prix Schmoes d'or                                                                | Film le plus surestimé de l'année                                                                         | Deadpool                                         | Nomination |
| Prix Schmoes d'or                                                                | Meilleure musique dans un film                                                                            | Deadpool                                         | Nomination |
| Prix Schmoes d'or                                                                | Affiche de cinéma préférée de l'année                                                                     | Deadpool                                         | Nomination |
| Prix Schmoes d'or                                                                | Meilleur DVD / Blu-Ray de l'année                                                                         | Deadpool                                         | Nomination |
| Prix Schmoes d'or                                                                | Meilleure scène d'action de l'année                                                                       | Fusillade sur l'autoroute                        | Nomination |
| Prix Schmoes d'or                                                                | Scène la plus mémorable d'un film                                                                         | Séquence d'ouverture                             | Nomination |
| Prix Schmoes d'or                                                                | Meilleur S&C de l'année                                                                                   | Morena Baccarin                                  | Nomination |
| Prix Schmoes d'or                                                                | Meilleure réplique de l'année                                                                             | Il est temps de faire les p*** de chimichangas   | Nomination |
| Prix Schmoes d'or                                                                | Meilleure bande-annonce de l'année                                                                        | Deadpool                                         | Nomination |
| Société des critiques de films de Las Vegas                                      | Meilleur film d'action                                                                                    | Deadpool                                         | Nomination |
| Société des critiques de films de Las Vegas                                      | Meilleur film de comédie                                                                                  | Deadpool                                         | Nomination |
| Société des critiques de films de San Diego                                      | Meilleure performance comique                                                                             | Ryan Reynolds                                    | Nomination |

### Année 2017
| Cérémonie ou récompense                                                                                              | Catégorie / Récompense                                                                       | Nommé(es) / Lauréat(es)                                                                                    | Résultat   |
| --- | -------------------------------------------------------------------------------------------- | --- | ---------- |
| Académie des films de science-fiction, fantastique et d'horreur - Saturn Awards                                      | Saturn Award du meilleur acteur                                                              | Ryan Reynolds                                                                                              | Lauréat    |
| Académie des films de science-fiction, fantastique et d'horreur - Saturn Awards                                      | Meilleur film tiré d'un comic                                                                | Deadpool                                                                                                   | Nomination |
| Académie des films de science-fiction, fantastique et d'horreur - Saturn Awards                                      | Meilleur scénario                                                                            | Rhett Reese et Paul Wernick                                                                                | Nomination |
| All Def Movie Awards                                                                                                 | All Def Movie Award du meilleur compagnon de super-héros                                     | Leslie Uggams                                                                                              | Lauréat    |
| Association du cinéma et de la télévision en ligne (Online Film & Television Association)                            | Prix OFTA des meilleurs maquillages et coiffures                                             | Bill Corso                                                                                                 | Lauréat    |
| Association du cinéma et de la télévision en ligne (Online Film & Television Association)                            | Prix OFTA de la meilleure coordination de cascades                                           | Robert Alonzo, Jacob Dewitt et Brian Lydiatt                                                               | Lauréat    |
| Association du cinéma et de la télévision en ligne (Online Film & Television Association)                            | Prix OFTA de la séquence des meilleurs titres                                                | Pour le générique de clôture                                                                               | Lauréat    |
| Editeurs de cinéma américain                                                                                         | Meilleur long métrage - Comédie                                                              | Julian Clarke                                                                                              | Nomination |
| Editeurs de sons de films                                                                                            | Meilleur montage sonore – Dialogues et doublages dans un long métrage                        | Jim Brookshire, Wayne Lemmer, Susan Dawes, Teri E. Dorman, Benjamin Beardwood, Laura Graham et R.J. Kizer  | Nomination |
| Editeurs de sons de films                                                                                            | Meilleur montage sonore - Effets sonores et bruitages dans un long métrage                   | Wayne Lemmer, Jim Brookshire, Dan O'Connell, John T. Cucci, Craig Henighan, Warren Hendriks et Ai-Ling Lee | Nomination |
| Golden Globes, | Meilleure comédie ou comédie musicale                                                        | Tim Miller                                                                                                 | Nomination |
| Golden Globes, | Meilleur acteur dans une comédie ou une comédie musicale                                     | Ryan Reynolds                                                                                              | Nomination |
| Guilde des producteurs d'Amérique,                                                                                   | Meilleur producteur de film                                                                  | Lauren Shuler Donner, Ryan Reynolds et Simon Kinberg                                                       | Nomination |
| Guilde des publicistes d'Amérique (Publicists Guild of America)                                                      | Prix Maxwell Weinberg du meilleur film                                                       | Twentieth Century Fox                                                                                      | Lauréat    |
| Guilde des réalisateurs d'Amérique,                                                                                  | Meilleur réalisateur pour un premier film                                                    | Tim Miller                                                                                                 | Nomination |
| Guilde des scénaristes d'Amérique,                                                                                   | Meilleur scénario adapté                                                                     | Rhett Reese, Paul Wernick                                                                                  | Nomination |
| Guilde des superviseurs de musique (Guild of Music Supervisors Awards)                                               | Meilleure supervision musicale pour les films d'un budget supérieur à 25 millions de dollars | John Houlihan                                                                                              | Nomination |
| Hollywood Prix de la guilde des maquilleurs et des coiffeurs (Hollywood Makeup Artist and Hair Stylist Guild Awards) | Meilleur maquillage d’effets spéciaux dans un long métrage                                   | Bill Corso et Andy Clement                                                                                 | Nomination |
| Prix de la bande-annonce dorée                                                                                       | Spot TV le plus original                                                                     | 20th Century Fox et Mob Scene                                                                              | Nomination |
| Prix de la bande-annonce dorée                                                                                       | Publicité la plus innovante pour un long métrage                                             | 20th Century Fox et Mob Scene                                                                              | Nomination |
| Prix du Derby d'or                                                                                                   | Meilleur scénario adapté                                                                     | Rhett Reese et Paul Wernick                                                                                | Nomination |
| Prix du Derby d'or                                                                                                   | Meilleur maquillage et coiffure                                                              | Bill Corso et Anne Carroll                                                                                 | Nomination |
| Prix du doublage / Prix du sous-titrage de l'Ataa - Cinéma & Séries                                                  | Prix ATAA du doublage film en prises de vue réelles                                          | Deadpool                                                                                                   | Lauréat    |
| Prix du public | Prix du public du film d'action préféré                                                      | Deadpool                                                                                                   | Lauréat    |
| Prix du public | Film préféré                                                                                 | Deadpool                                                                                                   | Nomination |
| Prix Empire | Prix Empire du meilleur scénario                                                             | Rhett Reese et Paul Wernick                                                                                | Lauréat    |
| Prix Empire | Meilleur film                                                                                | Marvel Entertainment et 20th Century Fox                                                                   | Nomination |
| Prix Empire | Meilleur acteur                                                                              | Ryan Reynolds                                                                                              | Nomination |
| Prix Empire | Meilleure comédie                                                                            | Marvel Entertainment et 20th Century Fox                                                                   | Nomination |
| Prix Empire | Meilleure conception de costumes                                                             | Marvel Entertainment et 20th Century Fox                                                                   | Nomination |
| Prix Hugo | Meilleure présentation dramatique (format long)                                              | Rhett Reese, Paul Wernick et Tim Miller                                                                    | Nomination |
| Prix Jupiter | Meilleur acteur international                                                                | Ryan Reynolds                                                                                              | Nomination |
| Prix Jupiter | Meilleur film international                                                                  | Deadpool                                                                                                   | Nomination |
| Prix satellites | Meilleurs effets visuels                                                                     | Ryan Tudhope, Jonathan Rothbart et Vincent Cirelli                                                         | Nomination |
| Société de casting d'Amérique                                                                                        | Meilleure réalisation en casting - Long métrage à gros budget - Comédie                      | Ronna Kress, Jennifer Page et Corinne Clark                                                                | Nomination |
| Société des critiques de cinéma d'Hawaii (Hawaii Film Critics Society)                                               | Prix HFCS du meilleur maquillage                                                             | Bill Corso                                                                                                 | Lauréat    |
| Société des critiques de cinéma d'Hawaii (Hawaii Film Critics Society)                                               | Meilleures cascades                                                                          | Deadpool                                                                                                   | Nomination |
| Société des critiques de films de Denver                                                                             | Prix DFCS du meilleur film de comédie                                                        | Deadpool                                                                                                   | Lauréat    |
| Société des effets visuels                                                                                           | Meilleurs effets visuels dans une fonction photoréaliste                                     | Seth Hill, Jedediah Smith, Laurent Taillefer et Marc-Antoine Paquin                                        | Nomination |

## Autour du film

### Suites
Dès août 2015, le réalisateur Tim Miller évoque la possibilité de faire une suite. En février 2016, alors que le film n'est pas encore sorti dans les salles américaines, le projet est fortement évoqué. De plus, dans une scène post-générique, le personnage de Deadpool évoque lui-même une suite avec le personnage Cable. En 2018 sort Deadpool 2 réalisé par David Leitch.
En juillet 2020, le créateur de Deadpool, Rob Liefeld, annonce qu'il n'y aura pas de troisième film.
En janvier 2021, Disney valide et annonce la sortie du film Deadpool 3 pour 2024.

### Court métrage
Un court métrage réalisé par David Leitch, scénarisé par Rhett Reese et intitulé Deadpool: No Good Deed, est sorti le 3 mars 2017. Ryan Reynolds reprend son rôle de Wade Wilson / Deadpool.
Il a été diffusé au cinéma exclusivement lors de la sortie américaine et canadienne du film Logan. Rhett Reese confirme sur son compte Twitter que ce court métrage sert de premier aperçu après les évènements du film Deadpool et qu'il n'est pas un teaser ou une bande-annonce destiné à Deadpool 2, puisqu'il a été tourné spécifiquement pour la sortie du film Logan.
À la suite de cette sortie au cinéma, Ryan Reynolds a publié une version longue du court métrage sur YouTube. Stan Lee y fait notamment un caméo dans cette version longue.